# Potok (Jajce, BiH)
Potok je bivše samostalno naselje s područja današnje općine Jajce, Federacija BiH, BiH.

## Povijest
Za vrijeme socijalističke BiH ovo je naselje pripojeno naselju Bravnice.